# سدریک کالومبو
سدریک کالومبو (انگلیسی: Sedrick Kalombo؛ زادهٔ ۸ فوریهٔ ۱۹۹۵) بازیکن فوتبال است.
از باشگاه‌هایی که در آن بازی کرده‌است می‌توان به باشگاه فوتبال لچه اشاره کرد.